# Canton de Saint-Amarin
Le canton de Saint-Amarin est une ancienne division administrative française, située dans le département du Haut-Rhin, en région Alsace. Composé de la haute vallée de la Thur, il est dominé par quelques-uns des plus hauts sommets des Vosges.

## Composition
Le canton de Saint-Amarin regroupait 15 communes et environ 13 000 habitants :
- Fellering : 1 548 habitants ;
- Geishouse : 472 habitants ;
- Goldbach-Altenbach : 252 habitants ;
- Husseren-Wesserling  : 971 habitants  ;
- Kruth : 1 010 habitants ;
- Malmerspach : 557 habitants ;
- Mitzach : 420 habitants ;
- Mollau : 419 habitants ;
- Moosch : 1 912 habitants ;
- Oderen : 1 318 habitants ;
- Ranspach : 893 habitants ;
- Saint-Amarin (chef-lieu) : 2 440 habitants ;
- Storckensohn : 228 habitants ;
- Urbès : 486 habitants ;
- Wildenstein : 211 habitants.

## Représentation

### Conseillers généraux de 1833 à 1871 et de 1919 à 2015
| Période     | Période      | Identité                          | Étiquette                     | Qualité |
| ----------- | ------------ | --------------------------------- | ----------------------------- | --- |
| 1833        | 1861         | Aimé Philippe Roman (1774-1867)   |                               | Manufacturier (frabricant d'indiennes) Maire de Husseren (1801-1861)                                                                                              |
| 1861        | 1870         | Gaspard Roman (fils du précédent) |                               | Manufacturier à Husseren |
|             |              |                                   |                               | |
| 1919        | 1922         | Désiré Weber (1866-1938)          | Bloc national                 | Industriel (tissage) Maire d'Urbès |
| 1922        | 1928         | Lucien Vuillard (1865-1931)       | Union nationale               | Industriel Maire de Saint-Amarin (1925-1931) |
| 1928        | 1934         | Marcel Stürmel                    | Autonomiste UPR               | Rédacteur à Mulhouse Député (1929-1940) |
| 1934        | 1940         | Charles Hartmann                  | UPR                           | Ouvrier Député (1936-1942) |
|             |              |                                   |                               | |
| 1945        | 1946 (décès) | Emile Ehlinger (1898-1946)        | Résistant ind.                | Général en retraite Gérant, Bitschwiller-les-Thann |
| 6 mai 1946  | 1963 (décès) | Alfred Armbruster                 | PRL puis RPF puis RS puis UNR | Pharmacien Maire de Fellering (1959-1963) |
| 19 mai 1963 | 1998         | Pierre Egler                      | MRP puis CD puis UDF-CDS      | Comptable dans l'industrie textile, syndicaliste CFTC puis CFDT, maire d'Oderen                                                                                   |
| 1998        | 2011         | François Tacquard                 | DVG                           | Responsable d'un bureau d'études, adjoint au Maire de Storckensohn, Président de la Communauté de communes                                                        |
| 2011        | 2015         | Jean-Jacques Weber                | DVD                           | Ancien député UDF (1988-2000) Ancien maire de Sausheim (1983-2000) Ancien conseiller général du canton d'Illzach, ancien président du Conseil général (1988-1998) |

### Conseillers d'arrondissement (de 1833 à 1940)
Le canton de St-Amarin avait deux conseillers d'arrondissement à partir de 1919.
De 1833 à 1871, il appartenait à l'arrondissement de Belfort.
| Période                                  | Période | Identité                     | Étiquette | Qualité |
| ---------------------------------------- | ------- | ---------------------------- | --------- | --- |
| 1833                                     | 1852    | Bernard Albin Jacques Gross  |           | Manufacturier à Wesserling                                                                                  |
|                                          |         |                              |           | |
| 1919                                     | 1931    | Charles Rietzler (1865-1950) |           | Industriel, adjoint au maire de Husseren                                                                    |
| 1919                                     | 1937    | Jacques Muller               | UPR       | Débitant, maire de Moosch                                                                                   |
| 1931                                     | 1940    | Albert Uentz (1861-1949)     | UPR       | Instituteur, maire d'Oderen                                                                                 |
| 1937                                     | 1940    | Xavier Flory                 |           | Négociant en tissus, maire de Husseren-Wesserling                                                           |
| 1940                                     |         |                              |           | Les conseils d'arrondissement ont été suspendus par la loi du 12 octobre 1940 et n'ont jamais été réactivés |
| Les données manquantes sont à compléter. |         |                              |           | |